# Panna Marie Bolestná ze Svaté brány v Kadani

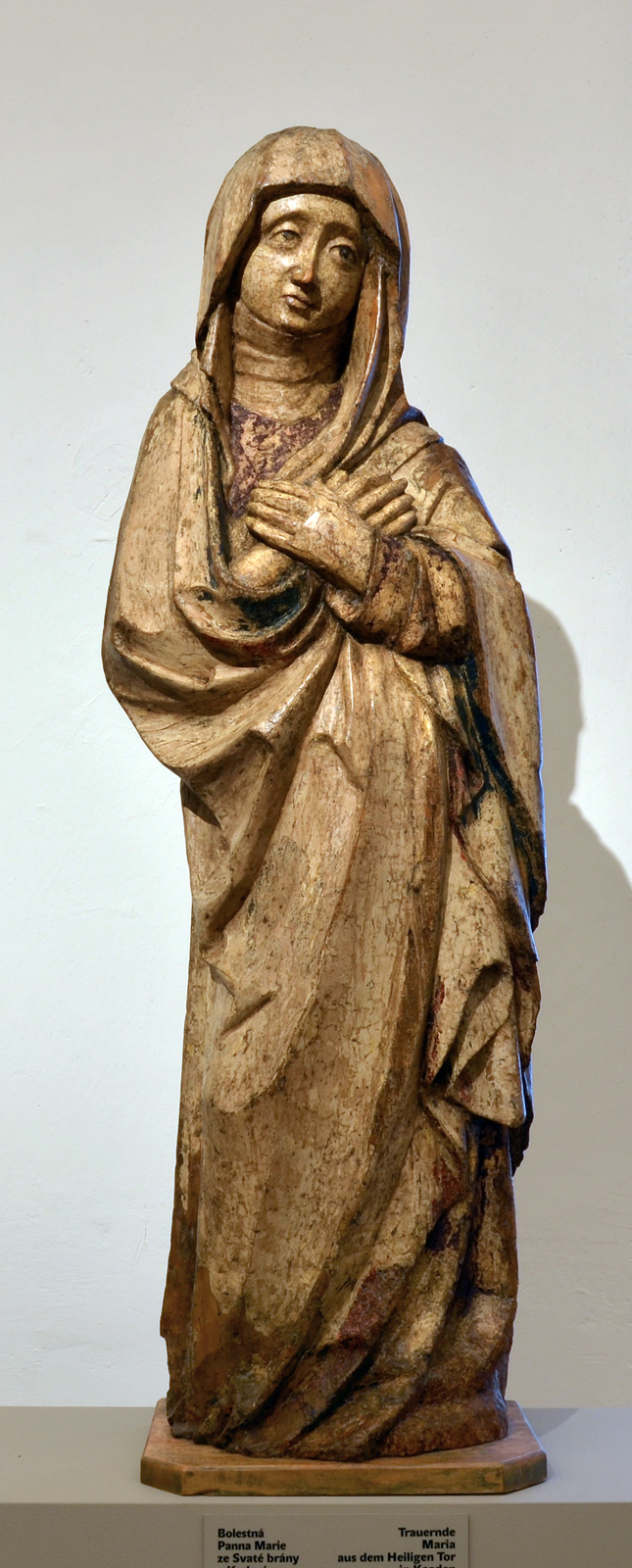
Bolestná Panna Marie ze Svaté brány v Kadani (1450-1460)

Panna Marie Bolestná ze Svaté brány v Kadani (kolem 1460) představuje vývojový stupeň přechodu krásného slohu k pozdní gotice. Je vystavena ve stálé expozici Oblastního muzea v Chomutově.

## Původ sochy
Původní umístění sochy není známo, je však pravděpodobné, že byla součástí Kalvárie v některém kostele v Kadani. Podle Josefa Opitze, který ji objevil při soupisu středověkých památek kadaňského okresu, stála od roku 1736 v barokním výklenku věže Svaté brány v Kadani. V té době měla tmavě natřenou tvář a byla nazývána "Černá Matka Boží".  Roku 1945 sochu získalo Muzeum v Kadani a po jeho zrušení byla roku 1972 převedena do Oblastního muzea v Chomutově.

## Popis a zařazení
Plnoplastická socha z lipového dřeva, výška 110 cm, šířka 38,5 cm, hloubka 22 cm, s opracovanou zadní stranou a fragmenty původní polychromie. Podstavec sochy je novodobý. Sochu restaurovali roku 1992 Anna Novotná, roku 2013 Radomír Klouza.
Socha představuje typ Panny Marie Bolestné s rukama zkříženýma na prsou. Esovité prohnutí těla je naznačeno ukročením pravé volné nohy, vysunutím pravého lokte z celkového obrysu a ukloněním hlavy k levému rameni. Štíhlý tělesný objem zahaluje tmavě červený šat, viditelný na prsou, a svrchní plášť s kapucí. Plášť je pravou rukou přidržován na hrudi a tvoří pod ní mísovité záhyby s ostrými hranami. Jeho lem je přehrnutý na rub a z dlouhého zvratného záhybu vystupuje koleno volné nohy. Na levé straně je plášť přehozen přes vysunutou ruku s rukávem spodního šatu a spadá v cípu tvořeném trubicovým závěsem ukončeným u kolen. Kapuce obepíná těsně hlavu a je řasena pouze drobnými vertikálními sklady v lemu.
Hlava Panny Marie má společné některé formální rysy s Pietou z Března a ženskými figurami z Oplakávání z Týnského chrámu. Má kulatou, plně modelovanou tvář s výrazně vystupující bradou, v níž dominují velké oči s klenutými nadočnicovými oblouky. Nos je štíhlý, drobná našpulená ústa mají zdůrazněný spodní ret. Oproti příbuzným dílům se socha vyznačuje ostřejším způsobem řezby. Má určitý vztah také k mladším sochám se stejným námětem, jako je např. Panna Marie Bolestná z Chebu a socha téhož námětu zmiňovaná J. Fajtem, rovněž z Chebska.
Ve zpracování tělesného objemu představuje socha přechod od krásného slohu, charakterizovaný smrštěním drapérie a zřetelným posunem k plnému uzavřenému tvaru, členěnému ostrými záhyby. Některé rysy obličeje i zpracování drapérie v dlouhých mělkých záhybech s ostrými hranami spojují kadaňskou Pannu Marii s Pannou Marií Bolestnou z Horního Dvořiště a Madonou z Chomutova. Podle Ottové sochy mohly vzniknout ve stejné kadaňské dílně, která vycházela z domácí tradice a navazovala na tvorbu dílny Mistra Týnské Kalvárie. Jsou dokladem vývoje krásného slohu k pozdní gotice, charakterizovaným přebíráním některých podnětů z jihoněmeckého švábského prostředí.

### Příbuzná díla
- Bolestná Panna Marie z Horního Dvořiště (1450-1460)[6]
- Madona z Chomutova
- Pieta z Března u Chomutova
- Pieta z Mikulášovic
- Reliéf Oplakávání z Týnského chrámu
- Panna Marie Bolestná z Chebu (1470-1480)

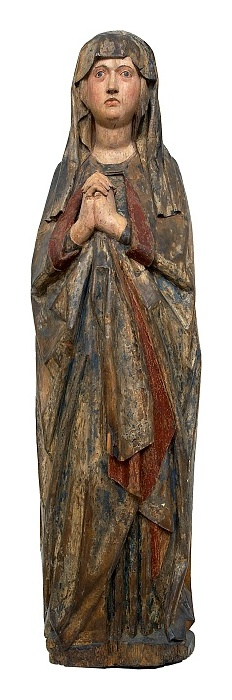
Panna Marie Bolestná z Chebu (posl. třetina 15. stol.)
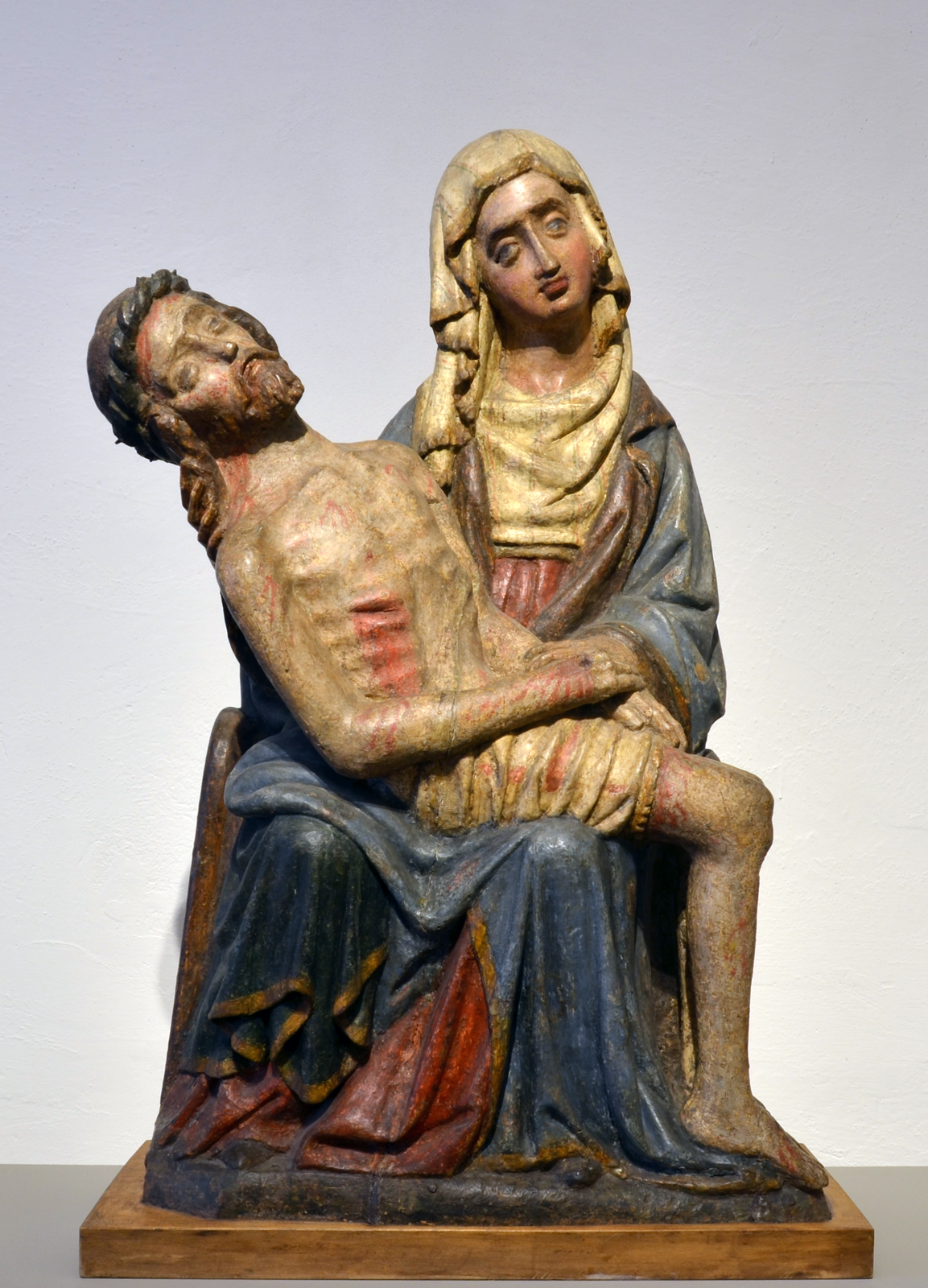
Pieta z Března u Chomutova (1430-1440)
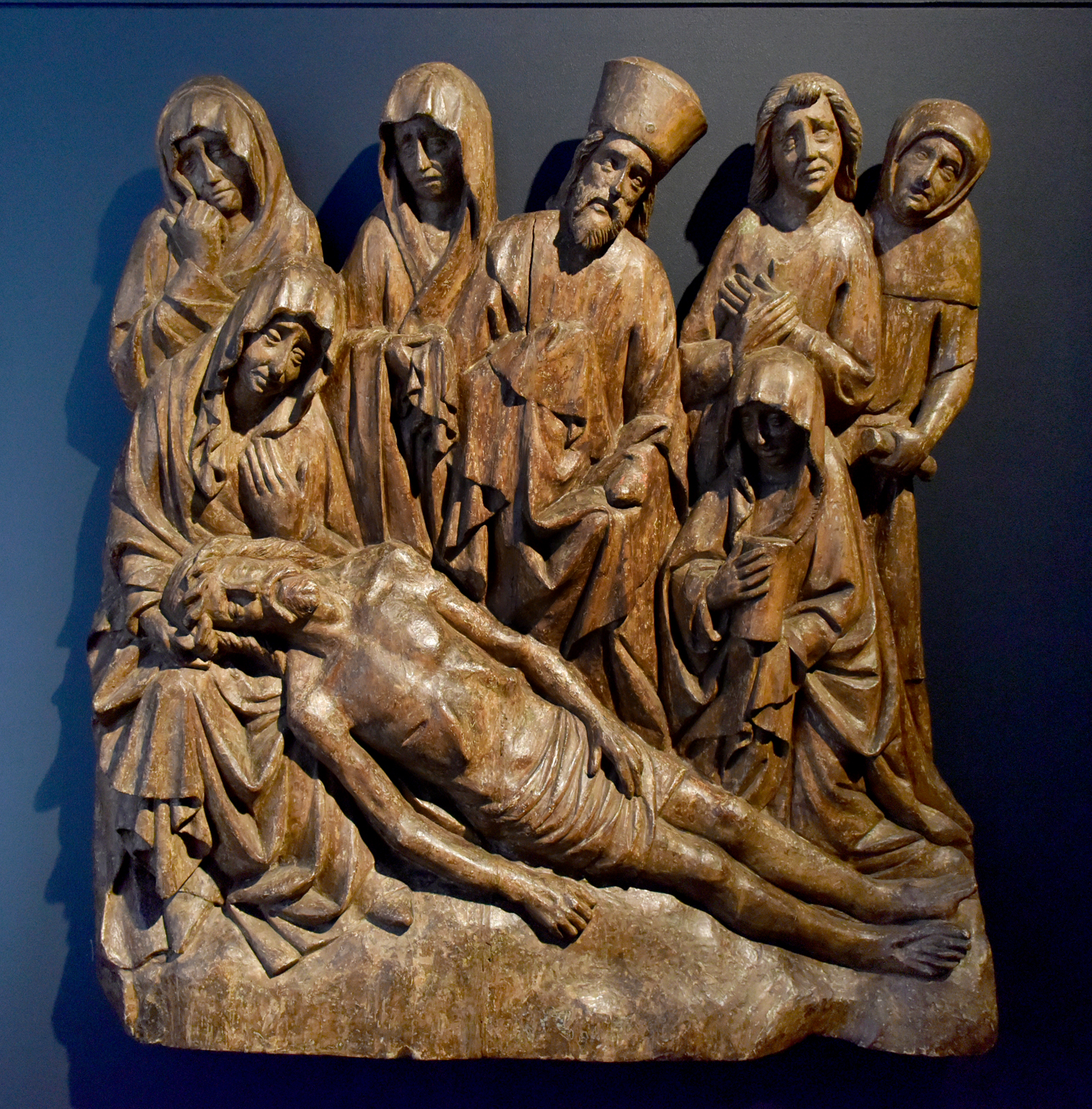
Oplakávání Krista z kostela Panny Marie před Týnem (1420-1430), Mistr Týnské Kalvárie